# Бабушкин, Георгий Фёдорович
Бабушкин Георгий Федорович (1907, Казас, Томская губерния — 1969) — советский учёный, кандидат филологических наук.

## Биография
Родился в деревне Казас Кузнецкого уезда Томской губернии (ныне Кемеровской области), шорец.
Окончил педагогическое отделение Института народов Севера и был оставлен в аспирантуре этого же института. В 1937 году окончил её и был послан в Новосибирск на должность ответственного редактора национальной литературы областного издательства для разработки вопросов по шорской письменности.    С 1949 г. по 1956 г. работал в Абаканском педагогическом институте  преподавателем тувинского языка, старшим преподавателем, заведующим кафедрой хакасского языка и литературы. В 1955 г. ему присвоена ученая степень кандидата филологических наук. 
Участник Великой Отечественной войны.
В 1956 году работал преподавателем в Кызыльском учительском институте (с 1956 года — Кызылский государственный педагогический институт, ныне — Тувинский государственный университет). В том же году был переведен в Тувинский НИИЯЛИ, где работал старшим научным сотрудником, заведующим сектором языка и письменности.

## Научная деятельность
Научная деятельность Г. Ф. Бабушкина посвящена хакасскому, шорскому, алтайскому, тувинскому языкам. Кандидатскую диссертацию защитил по хакасскому языку на тему «Вопросы прилагательных в хакасском языке». Принимал участие в составлении «Грамматики тувинского языка», автор монографии «Современная и древняя енисеика» (Фрунзе, 1962); в соавторстве с И. А. Батмановым, З. Б. Чадамба.
В ходе исследования западного диалекта тувинского языка, учёный выявил некоторую связь этого диалекта с алтайским и хакасским языками, а также сделал интерпретацию его фонетических явлений. Схожую мысль учёный проводил и насчёт мойгун-тайнигского говора.

## Публикации
- «О структуре придаточных предложений в тувинском языке» // Ученые записки ТНИИЯЛИ, вып.8 — Кызыл, 1960;
- «Предварительные данные по западному диалекту тувинского языка» // Ученые записки ТНИИЯЛИ, вып.8 — Кызыл, 1960;
- «Материалы по монгун-тайгинскому говору» // Ученые записки ТНИИЯЛИ, вып.9 — Кызыл, 1961.

## Награды и звания
- Награждён медалью «За Победу над Германией в Великой Отечественной войне 1941—1945 гг.»